# Elektrisch voertuig

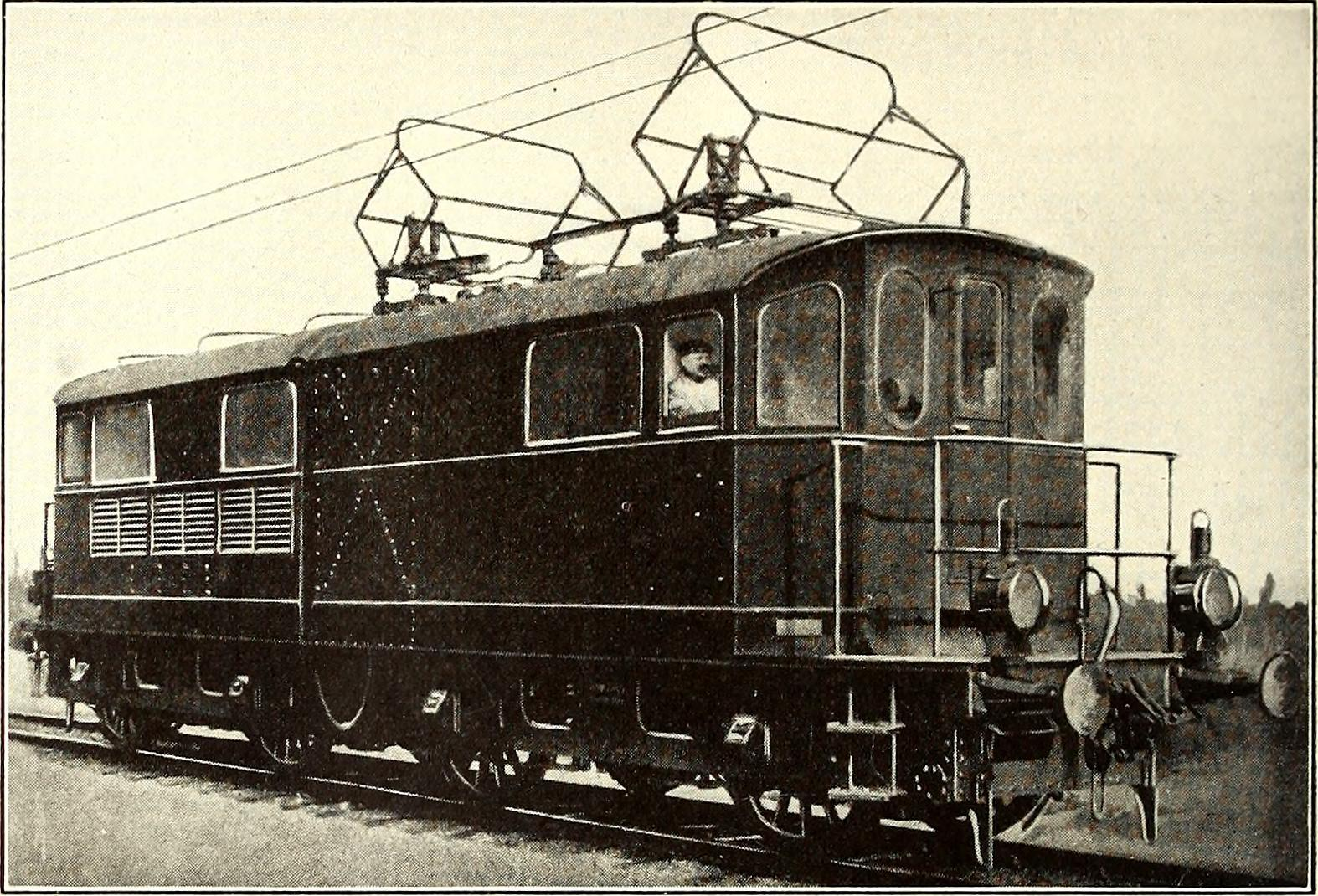
Elektrische loc met stroomafnemers uit 1909 in Oranienburg (Duitsland)

Een elektrisch voertuig (EV) rijdt deels of volledig op elektriciteit. De term omvat alle soorten voertuigen, waaronder elektrische treinen en trams, elektrische auto's en elektrische fietsen. De toevoer van elektriciteit kan op drie verschillende manieren: via externe aanvoer, met een ingebouwde generator of met een ingebouwde opslag. In dat laatste geval heet het batterij-elektrisch voertuig.
Elektrische voertuigen bestaan al sinds de 19e eeuw, vooral voor railvervoer.
Begin 20e eeuw reden er al elektrische taxi's maar elektrische auto's werden toen minder gebruikt dan auto's met verbrandingsmotoren, omdat de olieprijzen laag waren. Sinds de olieprijzen in de jaren zeventig van de 20e eeuw begonnen te stijgen, wordt er weer aandacht besteed aan elektrische auto's.

## Geschiedenis

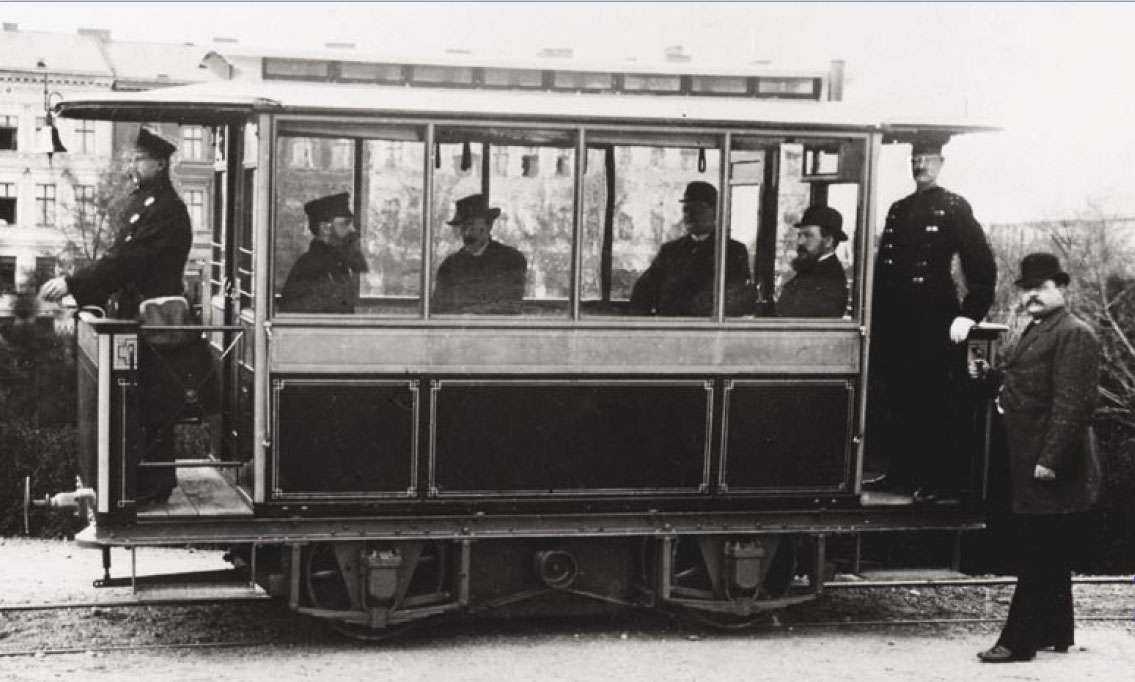
De eerste elektrische tram, ontworpen door Siemens & Halske, te Berlin-Lichterfelde; 1881.

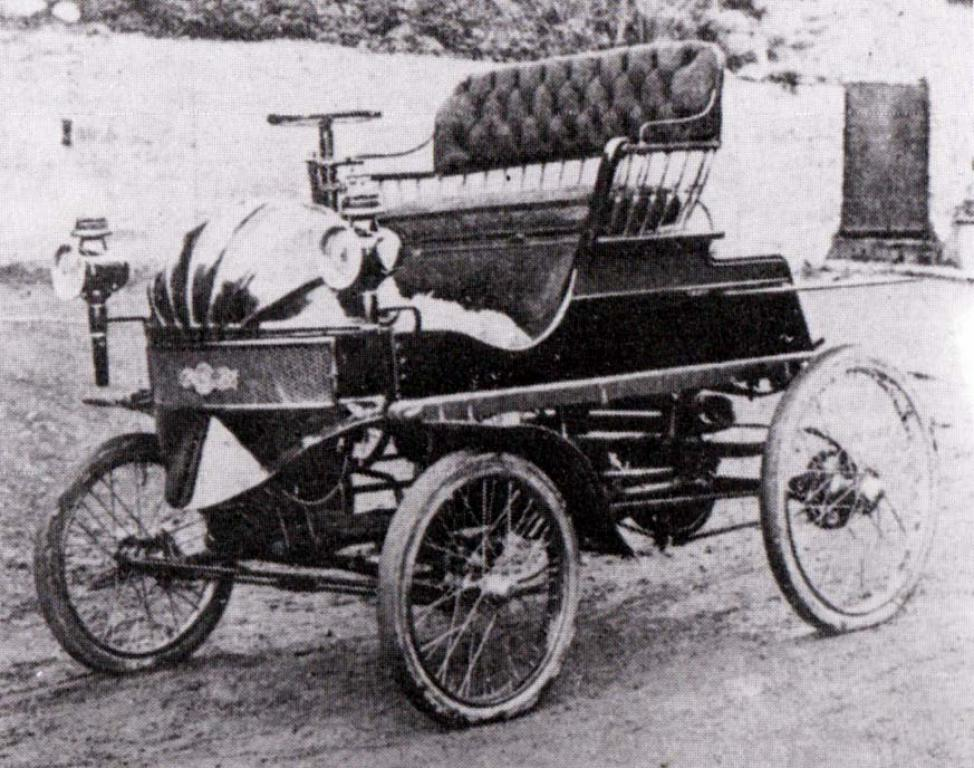
Elektrische wagen, ontworpen in Luik in 1900

De Hongaar Ányos Jedlik bouwde in 1828 een kleinschalige modelwagen die werd aangedreven door een elektromotor. Vervolgens kwam de ontwikkeling van elektrische voertuigen in een stroomversnelling. In het begin van de 19e eeuw werden elektrische voertuigen vooral ontworpen in Schotland en de Verenigde Staten. Tussen 1832 en 1839, het precieze jaartal is onbekend, maakte de Schot Robert Anderson het eerste prototype van de elektrische koets. In 1835 ontwikkelde de Amerikaan Thomas Davenport de eerste elektromotor voor commerciële doeleinden.
In het jaar 1851 financierde de Amerikaanse senaat een experimentele elektrische spoorweg tussen Washington D.C. en Baltimore. Het experiment mislukte omdat de batterijen barstten en de spoelen oververhit raakten.
De eerste experimentele elektrische tram reed in 1881 in Berlijn. De eerste elektrische tram in Nederland reed in 1882 in Zandvoort. In Engeland ontwikkelde Magnus Volk in het jaar 1883 de eerste succesvolle commerciële elektrische tram.
In 1897 werd in New York voor het eerst geëxperimenteerd met elektrische wagens, die als taxi dienden. Nog hetzelfde jaar werd wagenproducent Pope Manufacturing Company de eerste grootschalige fabrikant van elektrische voertuigen.
In het begin van de 20e eeuw werden de eerste elektrische voertuigen geproduceerd die sneller dan 100 km/h konden rijden. De Belg Camille Jenatzy had kort tevoren in 1899 met La Jamais Contente de barrière van 100 km/h doorbroken met 105,882 km/h. Daarnaast veroverden de elektrische wagens 28% van het marktaandeel in de VS. Het succes was deels te verklaren doordat de motor niet zorgde voor vibratie, geluid of geuren. Verder was het schakelen tussen de versnellingen niet nodig.
Ondanks het succes zorgde de Paniek van 1907 ervoor dat er in 1912 in Amerika geen elektrische taxi's meer reden en de interesse bij de consument verminderde. Daardoor moesten grote producenten van elektrische voertuigen hun deuren sluiten.
In de jaren twintig begonnen de elektrische voertuigen te verdwijnen en kregen auto's met verbrandingsmotor de overhand.
In 1973 zorgde een embargo van de OPEC ervoor, dat de brandstofprijzen drastisch stegen. Dit leidde tot de oliecrisis van 1973. Daardoor ontstond hernieuwde interesse in elektrische voertuigen.
In de jaren negentig kwamen de grote producenten, waaronder Toyota en General Motors met elektrische auto's. Sindsdien bleef de productie stijgen.

## Elektriciteitsbronnen
Er bestaan verschillende manieren waarop voertuigen elektriciteit kunnen verkrijgen.

### Externe aanvoer

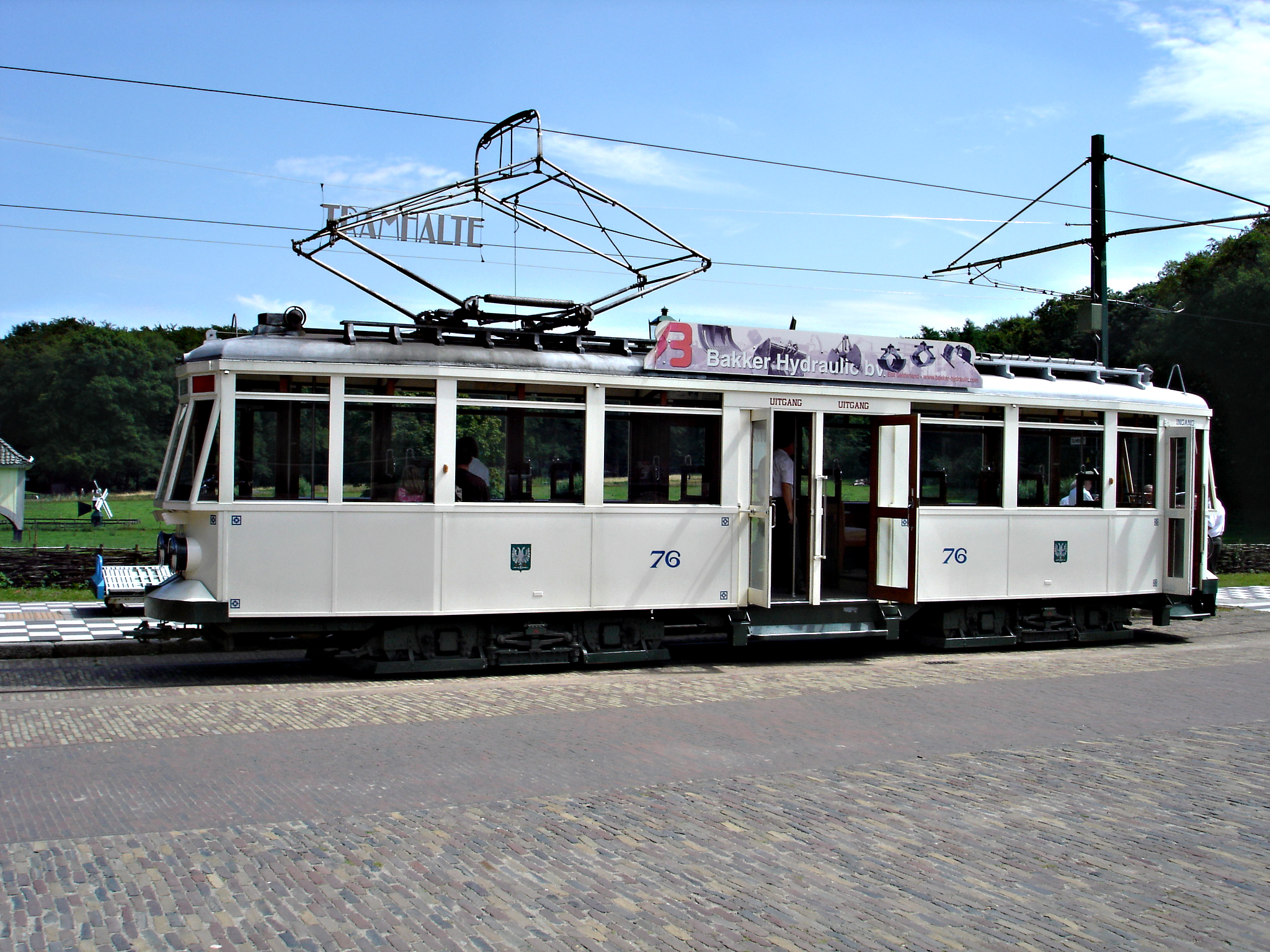
Elektrische tram met stroomafnemer en bovenleiding in Arnhem.

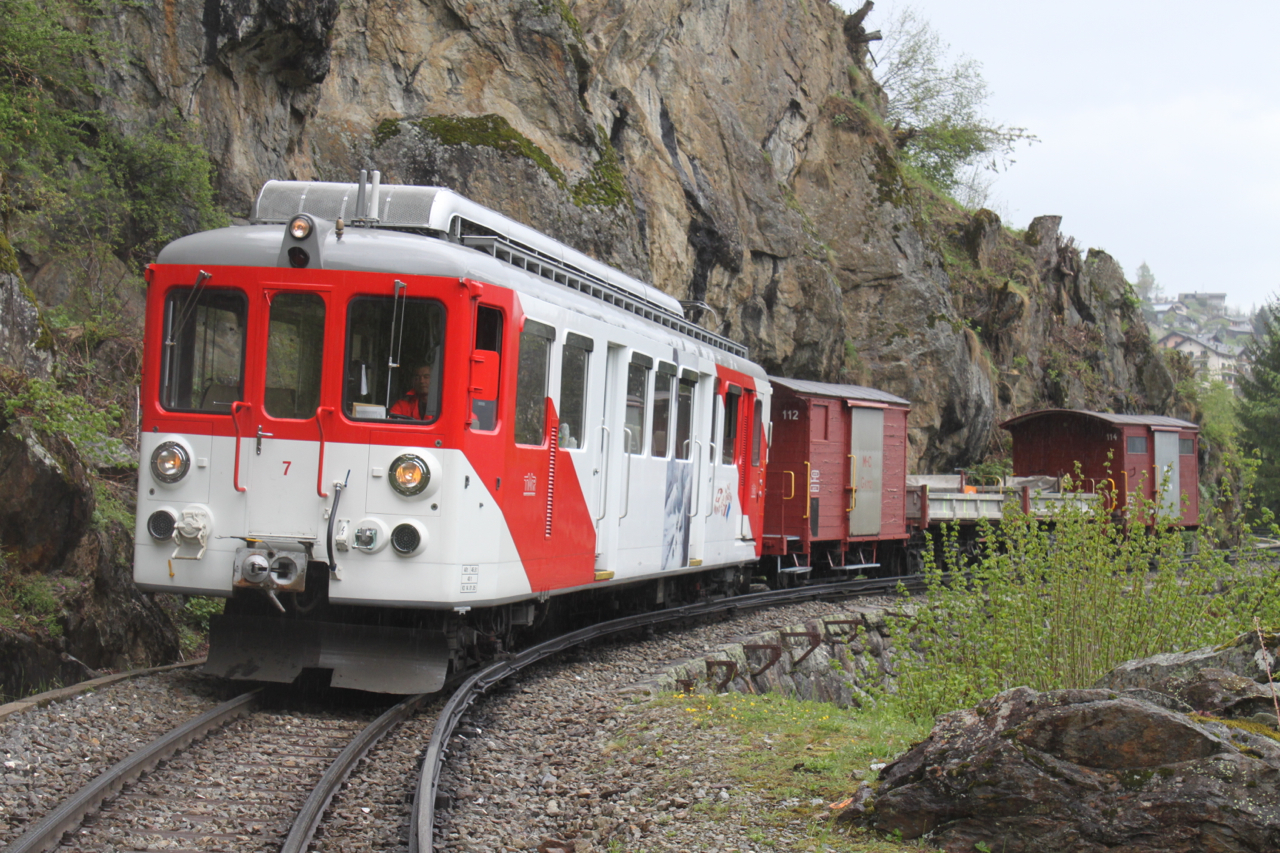
Elektrische trein met derde rail in Zwitserland.

Een veelgebruikte manier voor stroomvoorziening is via externe aanvoer. Dat wordt vooral gebruikt in het openbaar vervoer. Met behulp van het elektrificatiesysteem worden de voertuigen van elektriciteit voorzien. Dat kan op twee manieren: via een bovenleiding of via een derde rail. Onder de benaming alimentation par le sol ("voeding via de grond") is in Frankrijk een systeem ontwikkeld waarbij de in segmenten onderverdeelde derde rail alleen onder spanning staat op de plaats waar de afnemer (de tram) zich op dat moment bevindt. In sommige steden rijden trams voor deeltrajecten zonder bovenleiding tijdelijk op batterijen. In België en Nederland zijn de trams en de meeste treinen voorzien van een bovenleiding.
In de Brusselse, Amsterdamse en Rotterdamse metro wordt een derde rail gebruikt.

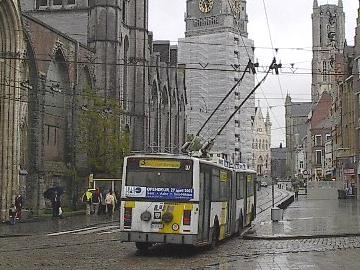
Gentse trolleybus (1989-2009). De beide stroomafnemers zijn goed zichtbaar.

Sinds het begin van de 20e eeuw werden er ook 'railloze' trams ingezet, dit was het begin van de trolleybus. Bij deze eerste elektrische bussen konden de rails achterwege blijven, maar moest de stroomvoorziening via dubbele draden plaats vinden, aangezien de retourstroom, die anders via de rails gaat, nu via een bovenleidingdraad loopt. Trolleybussen hebben dan ook over dubbele stroomafnemers en dubbele rijdraden boven de weg.
Sinds 2009 werkt het Korea Advanced Institute of Science and Technology (KAIST) aan OLEV (On-Line Electric Vehicles). Hierbij worden ondergrondse elektrische kabels aangelegd. Het magnetisch veld dat hierdoor ontstaat, wordt in de voertuigen met behulp van inductie weer omgezet in elektriciteit. In 2015 deed AB Volvo, in samenwerking met de Zweedse transportautoriteit Trafikverket (TRV), in Göteborg een proef met elektrische autobussen die hun accu's via inductie opladen.

### Ingebouwde generator

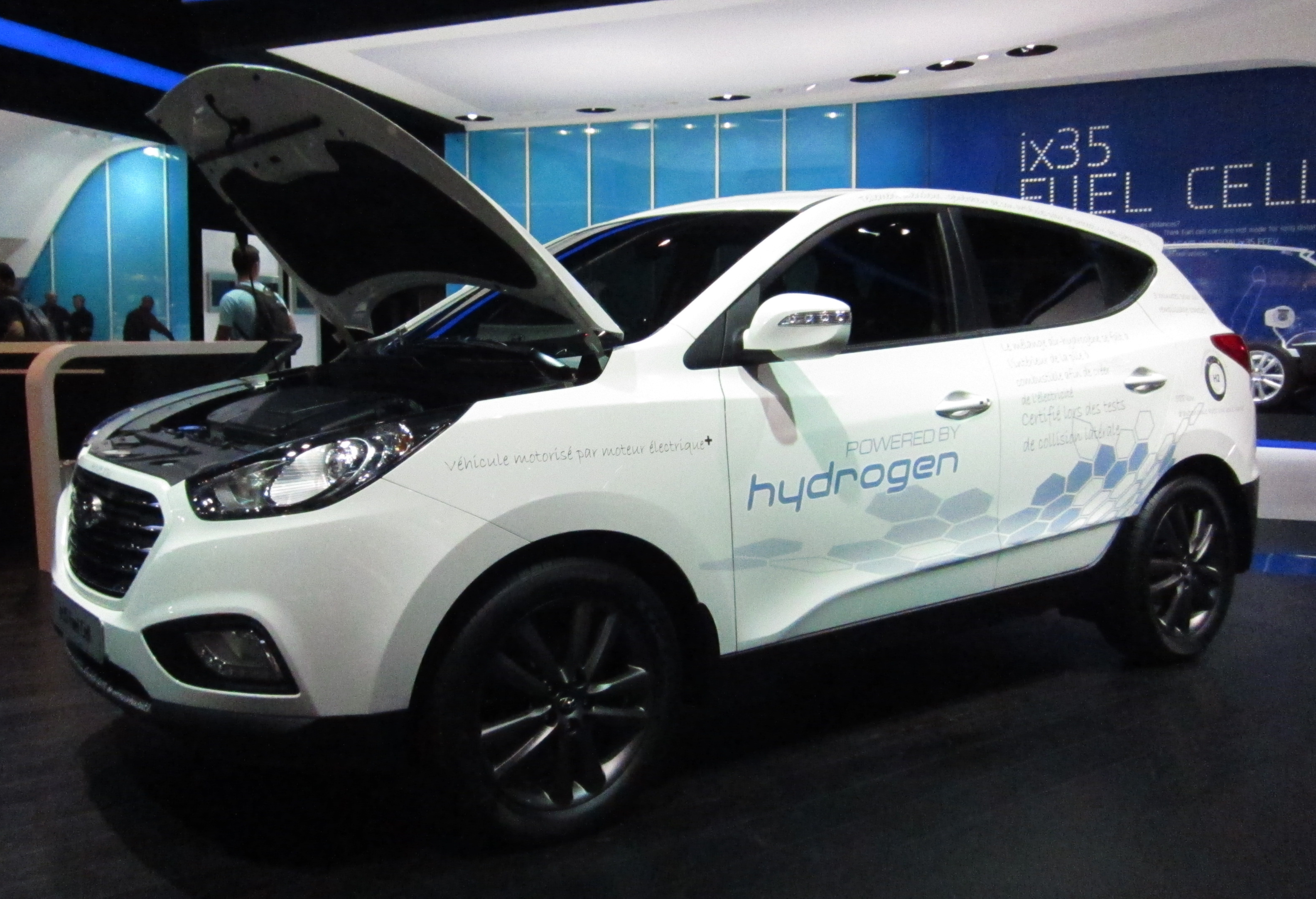
De Hyundai ix35 Fuel Cell

Een andere manier om een voertuig elektrisch te laten rijden is met behulp van een ingebouwde generator.
Een zonnewagen gebruikt zonne-energie om te rijden. Door een zonnepaneel als generator te gebruiken, wordt de zonne-energie omgezet in elektriciteit.
Een ander soort generator is een dieselmotor. Door de motor te koppelen aan een elektrische generator, kan elektriciteit worden opgewekt.
Elektriciteit kan ook worden opgewekt door brandstofcellen. Lange tijd werden enkel prototypes geproduceerd van brandstofcelwagens, maar in 2012 nam Hyundai de Hyundai ix35 Fuel Cell in seriematige productie.
Ten slotte kan ook kernenergie gebruikt worden om voertuigen aan te drijven. Dat wordt sinds 1955 vooral gebruikt bij onderzeeërs, omdat dan langere duiktijden mogelijk zijn. Daarnaast zijn er ook vliegdekschepen die hun elektriciteit uit kernenergie halen.

### Ingebouwde opslag
Bij ingebouwde opslag wordt de elektrische energie vooraf gegenereerd door een externe bron en opgeslagen. Tijdens het rijden wordt de opgeslagen elektrische energie gebruikt. Het bekendste voertuig dat deze techniek gebruikt is de wagen die op oplaadbare batterijen (accu's) rijdt. Met behulp van een externe stroombron kan men de batterij van de auto herladen. Een andere manier is om met statische elektriciteit een supercondensator te laden. Ten slotte kan men ook kinetische energie opslaan met de zogenaamde FES-techniek.

## Soorten voertuigen

### Auto
Elektrische auto's kunnen worden onderverdeeld in drie categorieën: elektrisch-hybride voertuigen, plug-in hybride voertuigen en batterij-elektrische voertuigen. Elektrische wagens dragen vanwege het ontbreken van een verbrandingsmotor bij aan het tegengaan van emissies van uitlaatgassen in het milieu.

#### Elektrisch-hybride wagen

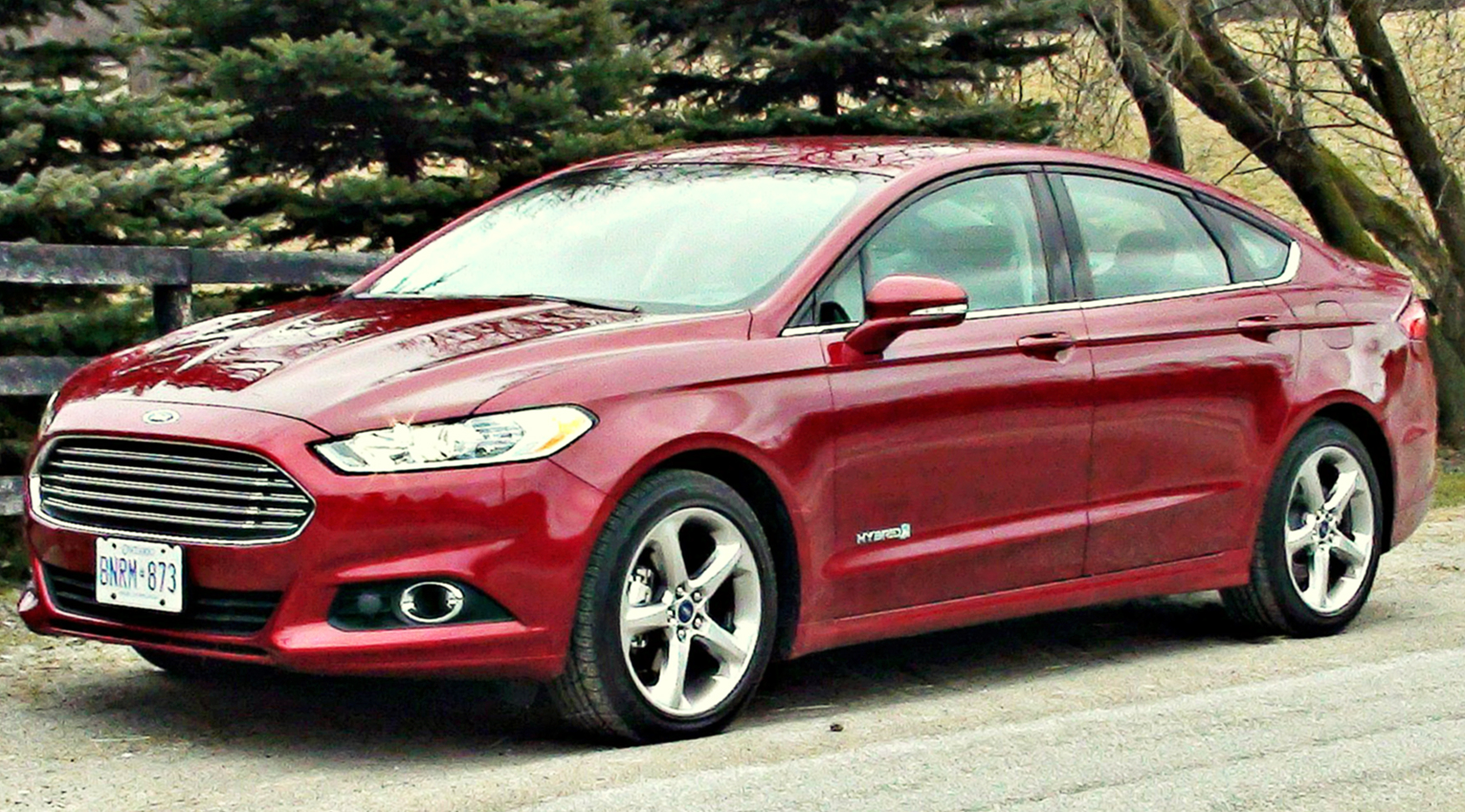
De Ford Fusion Hybrid

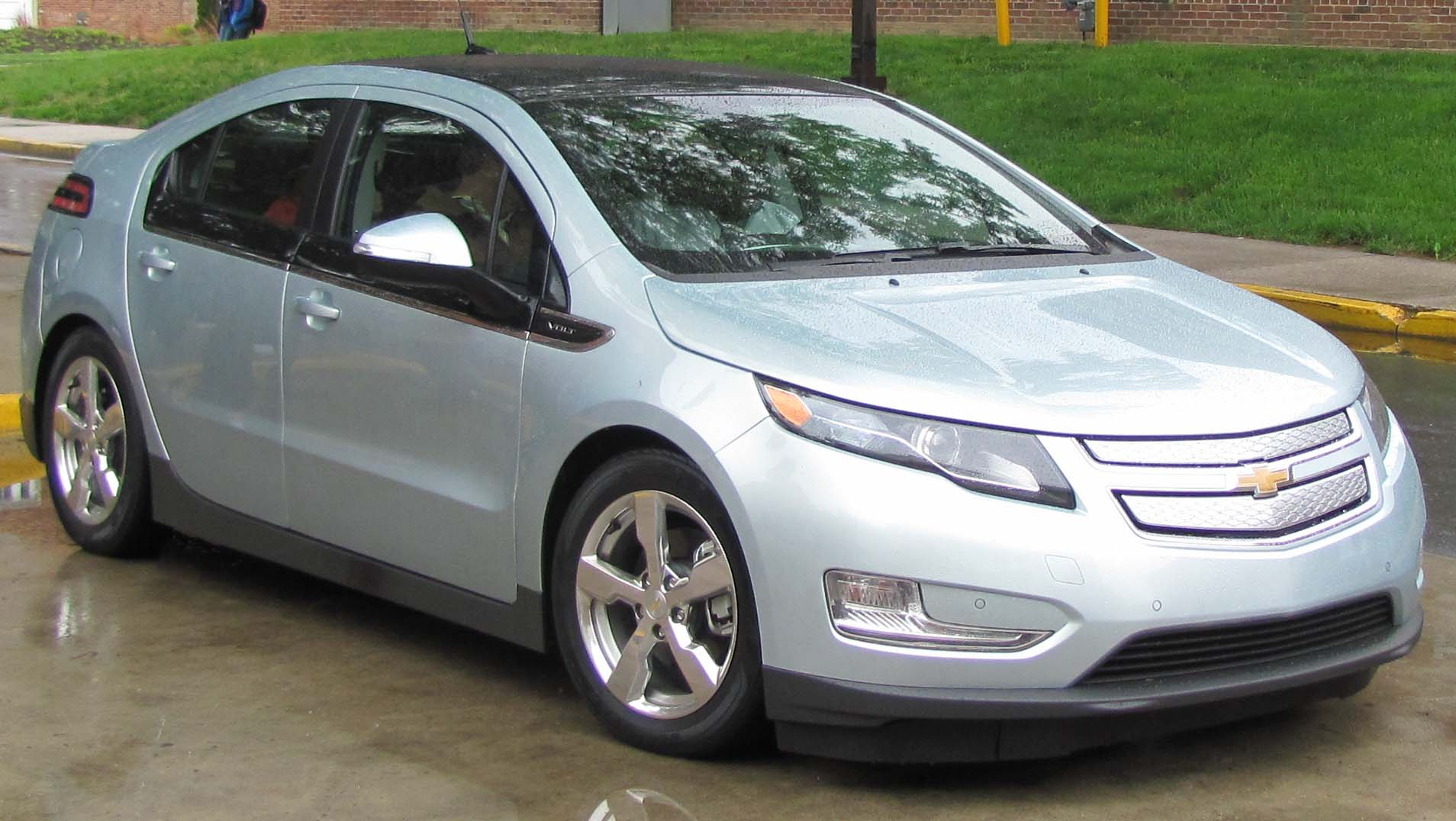
De Chevrolet Volt

Een elektrisch-hybride auto beschikt over een kleine batterij en een elektromotor in combinatie met een verbrandingsmotor. Dergelijke wagens werken efficiënt, omdat de motor niet draait wanneer het vervoermiddel stilstaat. Wanneer het voertuig weer vertrekt, gaat de motor automatisch weer draaien.
Er zijn twee soorten elektrische hybride wagens: de mild hybrids en de full hybrids. Een mild hybrid kan niet volledig op elektriciteit rijden, een full hybrid wel. Aangedreven door de elektromotor kan een snelheid van maximaal zo'n 60 km/h gehaald worden, daarboven neemt de verbrandingsmotor het over. De batterij wordt herladen door een benzinemotor en door recuperatief remmen. Van dit type voertuig zijn al verschillende auto's geproduceerd, waaronder de Ford Fusion Hybrid en de Toyota Prius.

#### Plug-in hybride wagen
Een plug-in hybride wagen werkt eveneens met twee motoren, de elektromotor en de verbrandingsmotor. Het verschil met een elektrische hybride auto is dat er gewoonlijk een grotere batterij nodig is en een stopcontact om die te laden.
Het grote voordeel van een plug-in hybride wagen is dat men grotere afstanden kan rijden (15 tot 60 kilometer) uitsluitend door gebruik te maken van elektriciteit. Iemand die dagelijks korte afstanden rijdt, kan dus volledig elektrisch rijden indien hij bijvoorbeeld 's nachts zijn batterij herlaadt. De batterij kan worden herladen door een brandstofmotor en via recuperatief remmen.
Er zijn twee manieren waarop de elektro- en de verbrandingsmotor kunnen worden gebruikt: in parallel of in serie. Indien de wagen in parallel wordt geconfigureerd, kunnen zowel de elektrische als de verbrandingsmotor de wielen laten draaien. Bij een configuratie in serie rijdt de auto volledig op elektriciteit en wordt de verbrandingsmotor alleen gebruikt om de batterij te laden.
In januari 2007 kwam een primeur op de markt, namelijk de Chevrolet Volt. Deze wagen kan in zowel serie als parallel rijden. Dat betekent dat de wagen zowel elektrisch als hybride is.

#### Volledig elektrische wagen

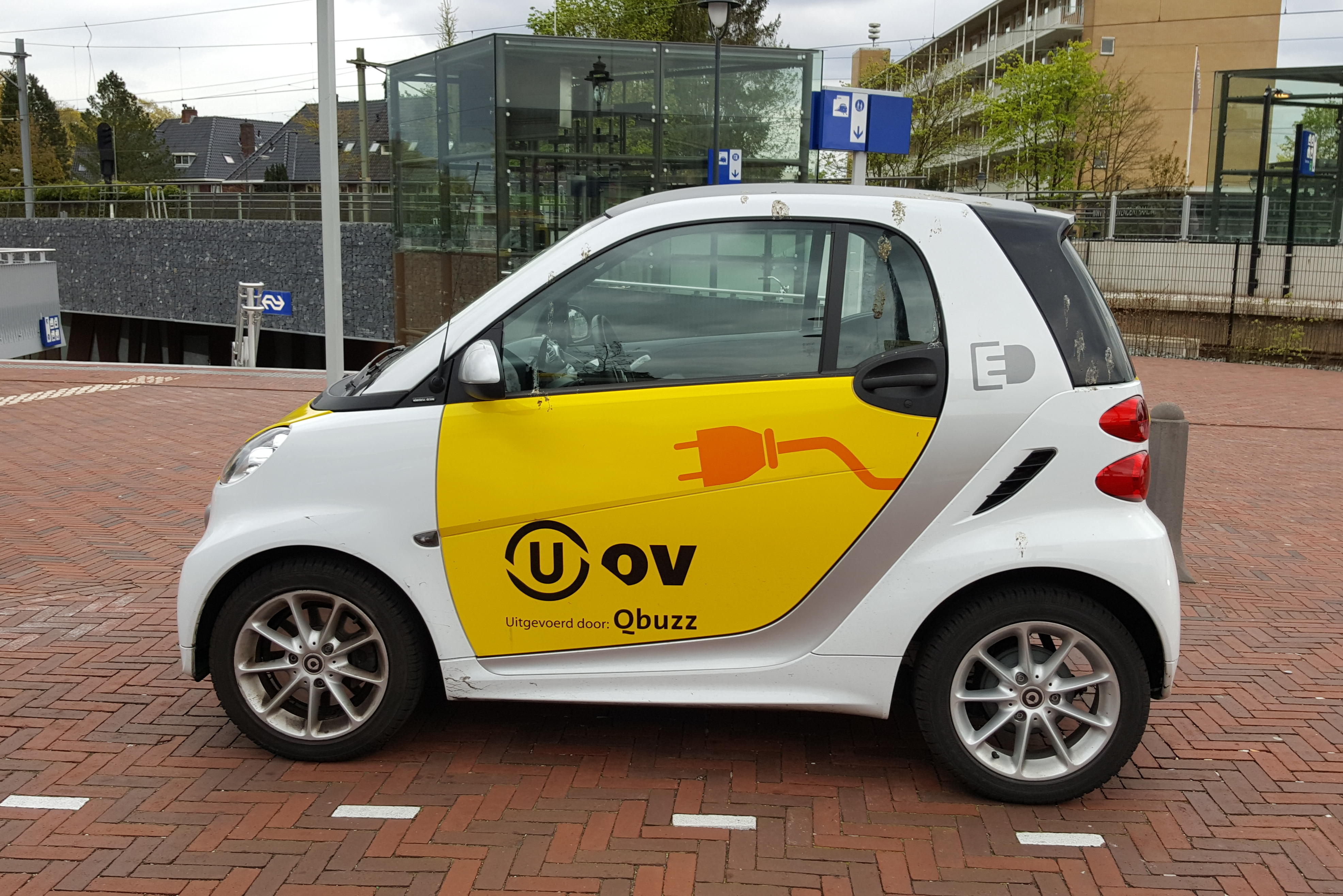
Smart Electric Drive, in gebruik bij het U-OV

Een volledig elektrische auto heeft als enige energiebron de accu. Om de batterij te laden wordt een openbaar of particulier oplaadpunt gebruikt. Een wandcontactdoos of aan het werk kan gebruikt worden, maar het laden duurt dan langer. De elektrische auto produceert geen uitlaatgassen (zero-emission) en is door het ontbreken van een verbrandingsmotor stil.
Dit type is in aanschaf vooralsnog duurder dan andere elektrische wagens. De hogere aanschafprijs wordt op termijn terugverdiend, doordat elektriciteit goedkoper is dan fossiele brandstoffen. De niet-aanwezige verbrandingsmotor hoeft niet onderhouden te worden, wat ook voor een kostenbesparing zorgt.

### Trein en tram

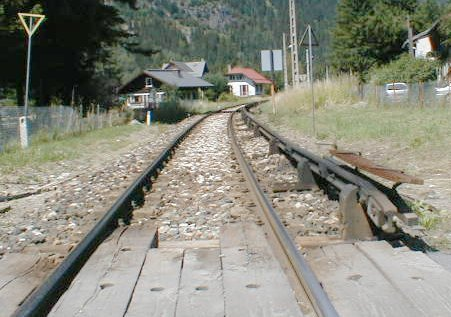
Derde rail in Frankrijk.

Vanaf het begin van de 20e eeuw, was er een sterke groei van elektrische spoor- en tramlijnen om elektrische treinen en elektrische trams te laten rijden. Wereldwijd zijn er verschillende manieren waarop het elektrificatiesysteem wordt toegepast. De treinen kunnen zowel op gelijkspanning als op wisselspanning rijden. Als er wisselspanning wordt gebruikt, moet de trein met behulp van een bovenleiding rijden. Als de bron gelijkspanning levert, is er ook de mogelijkheid een derde rail.
Wanneer er gebruik gemaakt wordt van een bovenleiding, moet er steeds een collector in verbinding staan met de trein, zodat die steeds in contact staat met een stroombron. Wanneer een derde rail gebruikt wordt, zal de trein een extra onderdeel hebben dat steeds in contact staat met de derde rail, om zo de nodige elektrische stroom op te nemen. Onder andere uit veiligheidsoverwegingen wordt bij trams geen derde rail gebruikt.
In China is een elektrisch voertuig (ART, Autonomous Rail Transit) ontwikkeld dat het uiterlijk heeft van een tram, maar zonder bovenleiding, niet op rails rijdt maar wel een eigen rijbaan heeft, rubberen banden en een stuurwiel heeft (zoals in een bus of auto), 31 meter lang is, een batterij die in 10 minuten opgeladen kan worden tot een actieradius van 25 km en maximaal 307 passagiers kan vervoeren. Hiermee vervaagt het onderscheid tussen tram en bus. De kosten van de ART zijn veel lager dan bij een tram omdat er geen rails en bovenleiding nodig zijn. De ART is flexibeler dan een tram maar iets minder flexibel dan een bus.

### Autobus

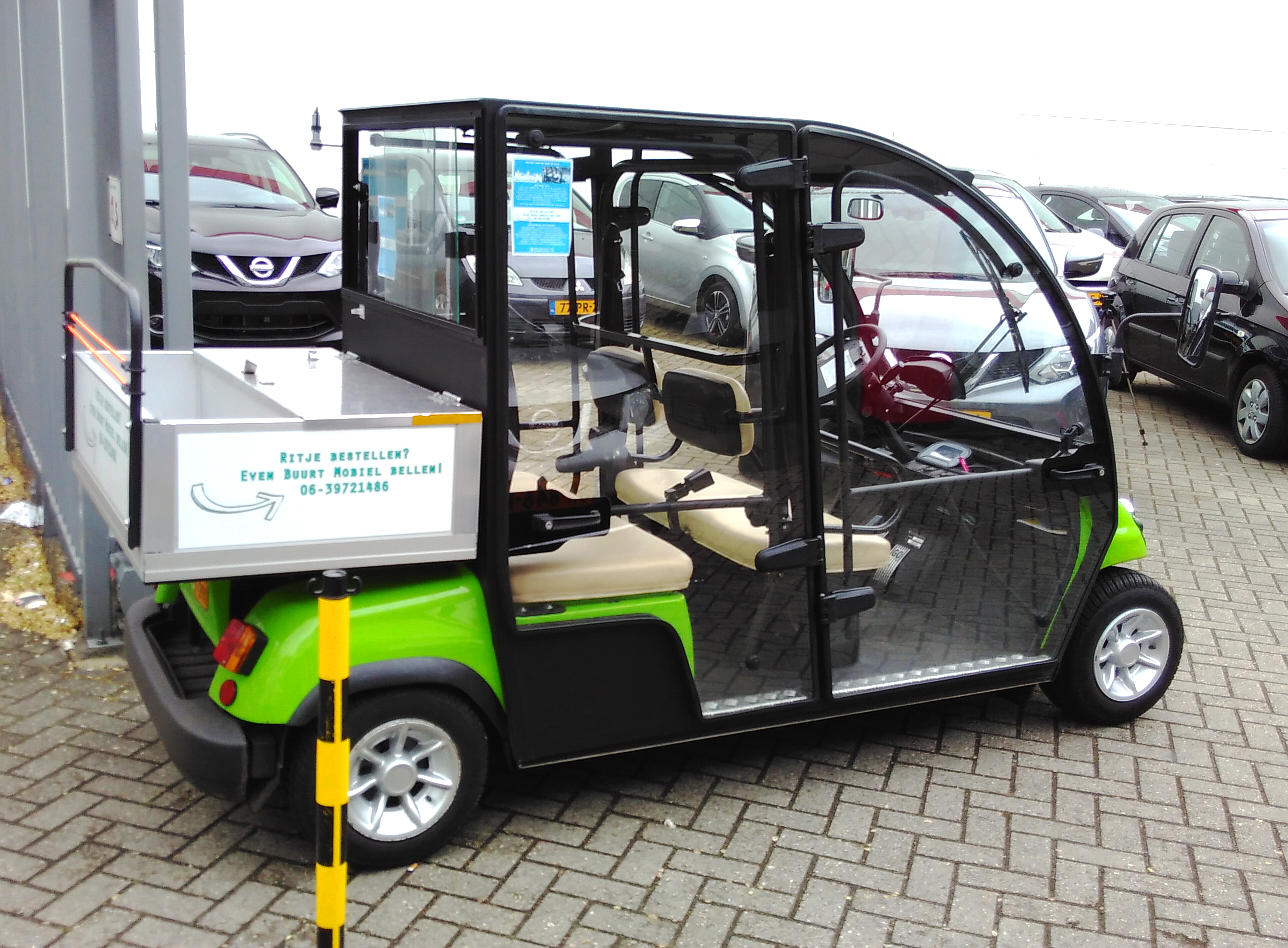
Voorbeeld elektrische golfkar

Naast de standaard- en elektrische bussen die binnen en buiten de bebouwde kom op de openbare weg rijden, zijn er ook van de elektrische golfkar afgeleide kleinere personentransporters voor 4-14 personen, met snelheden van 25 - 35 km/h die ingezet worden in pretparken, safariparken, vakantieparken en dergelijke. In Utrecht worden dergelijke voertuigen ingezet door de Stichting Buurt Mobiel, een soort taxidienst gebaseerd op vrijwilligers.
De technieken die in auto's zijn toegepast, worden ook voor bussen gebruikt. Ook het OLEV-systeem van het KAIST kan voor bussen gebruikt worden. De noodzaak de weg voor te bereiden, maakt inzet van dit systeem voor personenwagens minder praktisch.

### Vrachtwagen

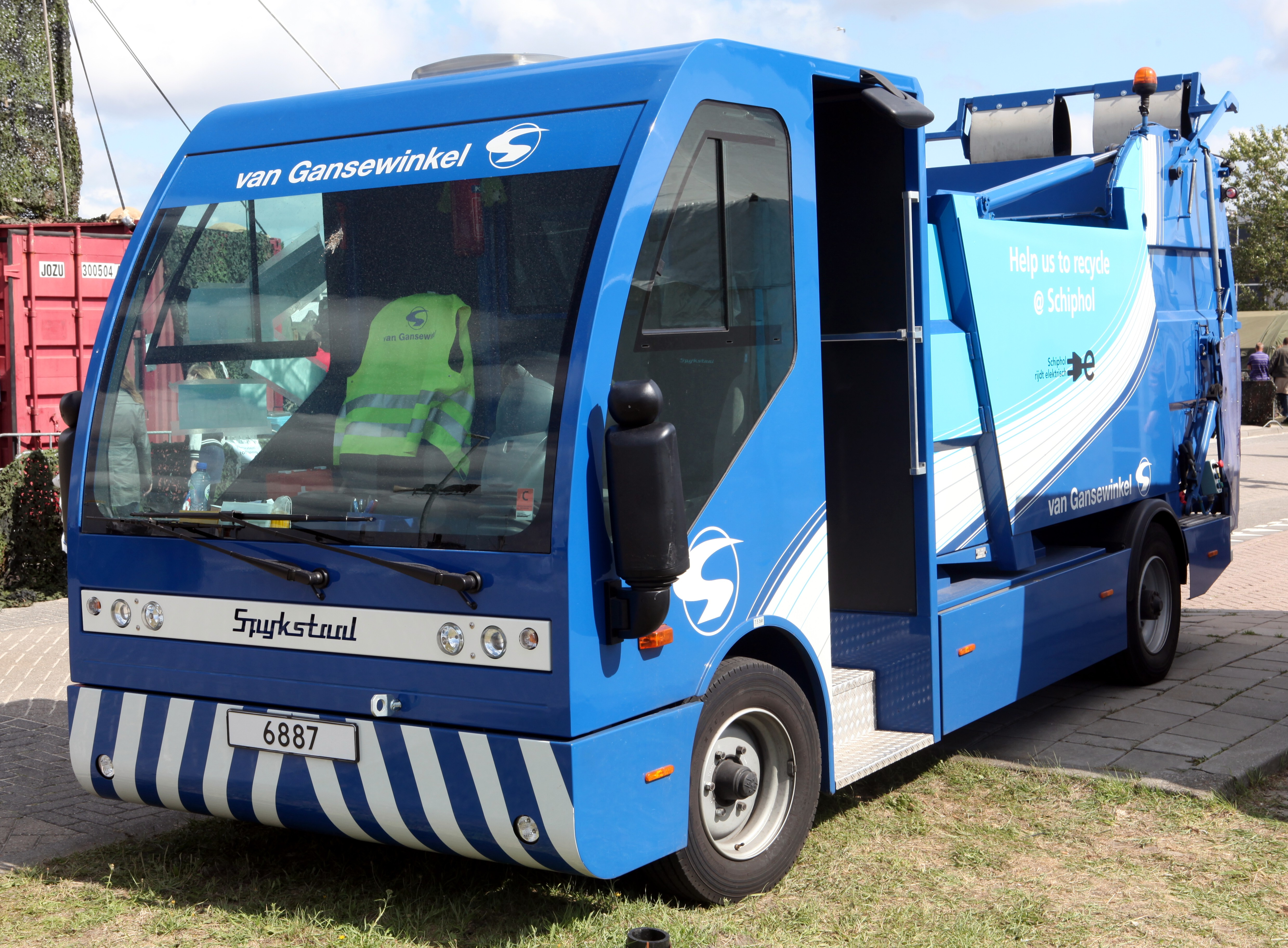
Elektrische vuilniswagen

Elektrisch vrachtvervoer beperkt zich vanwege de kleine actieradius in het beginstadium tot de bevoorrading van winkels in binnensteden en bezorgdiensten in woonwijken. Door de hoge kosten is elektrisch vrachtvervoer vaak niet economisch rendabel, daarom wordt het vaak gesubsidieerd. Bij vervoer van waren die gekoeld moeten worden, worden hoge eisen aan de accu's gesteld. In Nederland zijn er vier bedrijven die elektrische vrachtwagens bouwen: VDL in Eindhoven (ontwikkelt vrachtwagens voor het bevoorraden van supermarkten en grootwinkelbedrijven,) EMOSS in Oosterhout (verbouwing van bestaande vrachtwagens,) Hytruck en Ginaf. VDL en Hytruck hebben plannen voor elektrische vrachtwagens met een (waterstof) brandstofcel. Deze hebben een grotere actieradius. De Amerikaanse Nikola Motor Company gaat eveneens (waterstof)elektrische vrachtwagens bouwen en wil daarmee een einde maken aan het dieseltijdperk.
Een tussencategorie tussen vrachtwagen en personenauto is de elektrische bestelauto (Nissan e-NV200, Renault Kangoo ZE).

### Tractoren en grondverzetmachines
De eerste elektrische landbouwtractor ter wereld is in Nederland ontwikkeld en heeft een elektrische vierwielaandrijving, een accu van 30 kWh en als range extender een dieselmotor. Verder zijn er diverse elektrische mini-, compacte en grote shovels in gebruik.

### Kleine voertuigen

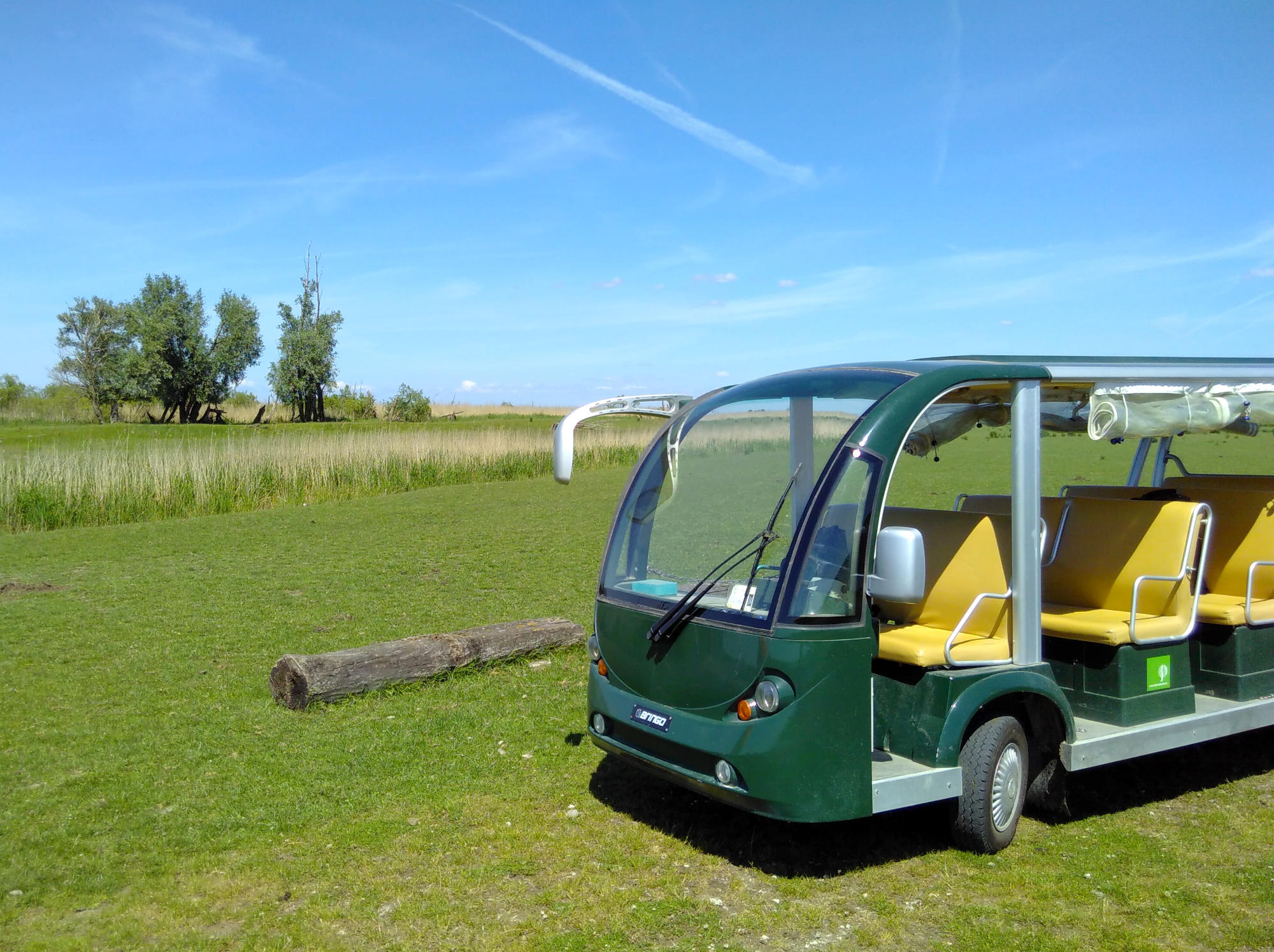
Elektrisch voertuig in gebruik bij Staatsbosbeheer.

Dit is een categorie van diverse voertuigen die niet onder te brengen zijn in de categorie 'vrachtwagen', 'bus', 'personenauto' of 'tractor', hoewel ze enige overeenkomsten vertonen met die voertuigen. Het zijn kleinere voertuigen, die een lager gewicht, kleinere accu, motor met lager vermogen, lagere topsnelheid en een kleinere actieradius hebben. Meestal zijn ze niet toegelaten op de openbare weg. Ze zijn ingericht voor personenvervoer, goederentransport of werkzaamheden in diverse bedrijfstakken. Technisch gezien zijn het afgeleiden van de elektrische golfkar. Ze zijn bedoeld zijn voor kleinere afstanden en geschikt voor omgevingen waar stille, schone en milieuvriendelijke voertuigen gewenst zijn. Ze worden ingezet op bijvoorbeeld industrieterreinen, bloemen-, groente- en fruitveilingen, pret- en vakantieparken, dierentuinen, natuurgebieden en ziekenhuizen. In industriële omgevingen vindt men gespecialiseerde voertuigen als magazijnvoertuigen, heftrucks, pallettrucks, platformwagens en elektrotrekkers.

### Scooter en motorfiets

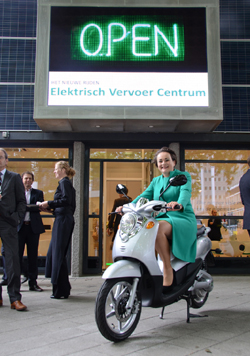
Elektrische scooter

Er zijn verschillende elektrische scooters verkrijgbaar. Gedurende de tijd komen modellen met een grotere actieradius beschikbaar. Er zijn ook elektrische scooters op de markt van merken die vooral bekend zijn van hun brandstofmodellen, zoals Piaggio, Vespa en Sym.
Er zijn een aantal elektrische motorfietsen beschikbaar. De Amerikaanse Electric Moto Corp. maakt elektrische terreinmotoren. Het Amerikaanse Zero Motorcycles produceert sinds 2006 een toenemend aantal types elektrische motoren.
Studenten van de Technische Universiteit Eindhoven hebben een elektrische toermotorfiets met een actieradius van 380 kilometer gefabriceerd. Het Italiaanse Energica is in 2017 het eerste motormerk dat snelladen ondersteunt, waardoor er in 20 minuten van 10% naar 80% geladen kan worden.
Een quad is een voertuig met 3 of 4 wielen zonder carrosserie. Quads zijn ook in elektrische uitvoeringen op de markt verschenen, zoals elektrische mini- en kinderquads.
Een scootmobiel is een 3-, 4-, of 5-wielige scooter met een elektrische aandrijving die hoofdzakelijk wordt gebruikt door mindervaliden en ouderen. Er zijn elektrische rolstoelen en varianten zoals de elektrische sportrolstoel en de off-road rolstoel. Om rolstoelen (inclusief rolstoelgebruiker) buitenshuis te vervoeren zijn er de rolstoelscooter en de elektrische rolstoelfiets.

### Brommobiel
Een brommobiel is een gemotoriseerd voertuig met meer dan twee wielen en een wettelijke maximumsnelheid van 45 km/h. Er bestaan elektrische uitvoeringen, zoals die van fabrikant Aixam.

### Fiets

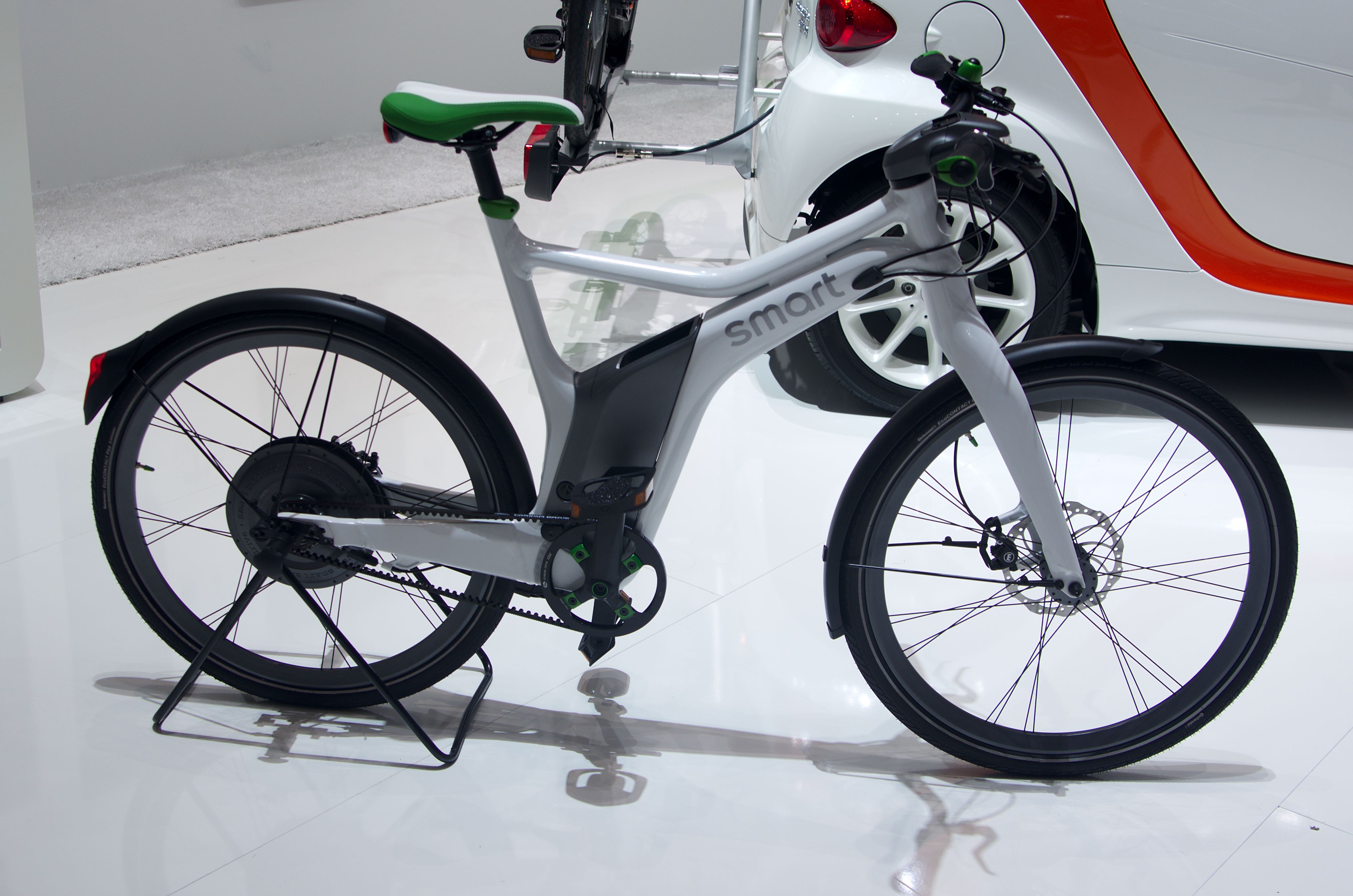
Elektrische fiets

Elektrische fietsen bieden trapondersteuning tijdens het rijden. Hiertoe zijn een accu en een elektromotor aanwezig. Naast de accu heeft de elektrische fiets ook een bewegingssensor en soms ook een krachtsensor.
De aandrijvingstechnieken van de fietsen verschillen per merk. Sommige fietsen hebben de motor in het voorwiel, maar die zorgen voor wat nerveus weggedrag. Veel elektrische fietsen hebben de motor daarom in het achterwiel. Het nadeel daarvan is dat voor het hebben van versnellingen dan alleen van een derailleur gebruik kan worden gemaakt en niet van een naafversnelling. Ten slotte is het mogelijk om de aandrijving op de trapas te monteren.
De actieradius is bij elke fiets anders, maar elektrische fietsen kunnen al een actieradius hebben van meer dan 100 kilometer. Het pallet met elektrische fietsen omvat ook elektrische varianten van snorfietsen en bakfietsen.

### Elektrische step
Een elektrische step is een gemotoriseerd tweewielig vervoermiddel zonder fysieke zitplaats. Het voertuig wordt voornamelijk aangedreven door één of twee elektrische motoren en is voorzien van een lithium-ion-accu in de bodem van de step. De meeste elektrische steppen hebben een begrensde maximumsnelheid tot 25 km/u.
Verder hebben ze een typische actieradius van ongeveer 20 km op normale snelheid.

### Segway en monowiel

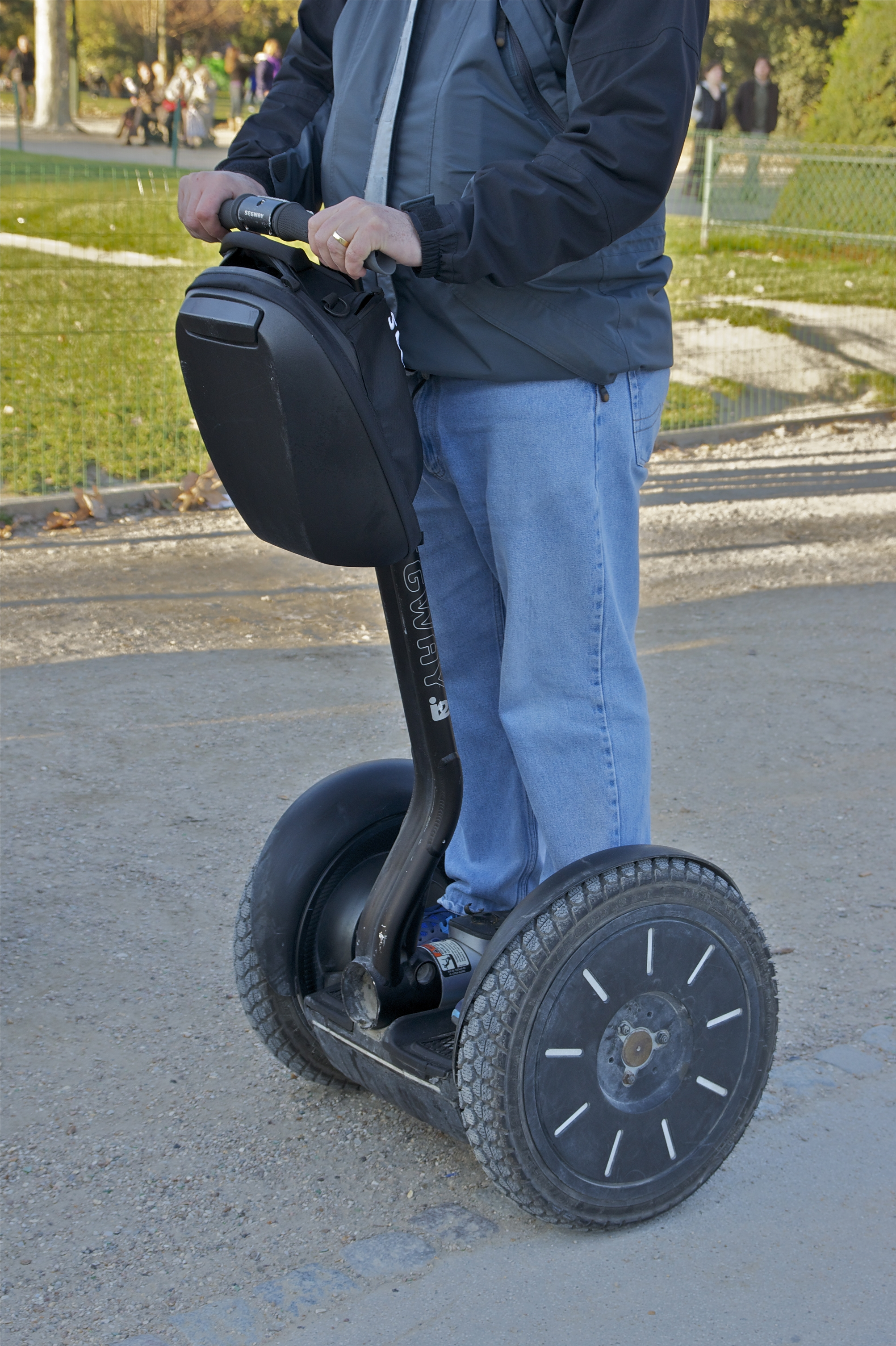
Segway

Een Segway is een zelfbalancerend eenpersoons vervoermiddel met twee naast elkaar geplaatste wielen die worden aangedreven door twee elektromotoren die van energie voorzien worden door oplaadbare batterijen. De bestuurder staat tussen de wielen. Een kleinere variant, zonder stuur, is het Hoverboard of Balance Board. Deze kan een snelheid van circa 15 km/h halen en heeft Li-ionbatterijen.
Een monowiel (monowheel) is een compact zelfbalancerend wiel met aan weerszijden een voetsteun waarop de bestuurder staat. Het voertuig wordt aangedreven door een elektromotor en is voorzien van een accu. De maximumsnelheid is 20 km/h. Vanwege het lage gewicht (circa 10 kg) kunnen ze gerekend worden tot de draagbare eenpersoonsvervoermiddelen. In Nederland zijn verkrijgbaar de Airwheel en de NineBot.

### Elektrische bolderkarren (BSO-Bus, voorheen Stint)

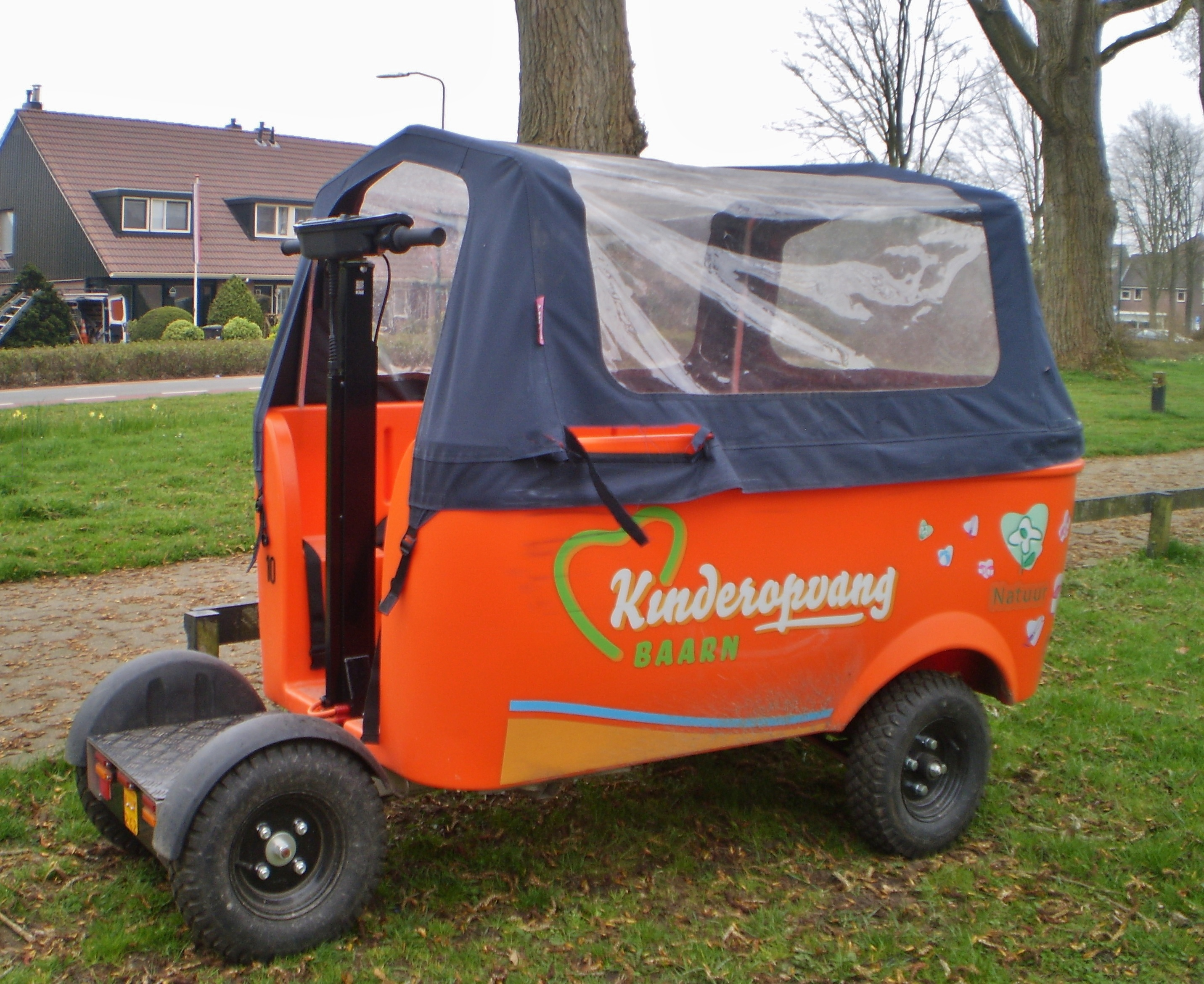
Een elektrische bolderkar voor kindervervoer.

Een Stint (vanaf 2020 BSO-Bus) is een elektrisch aangedreven bolderkar (met een accu) die werd ontworpen voor het vervoer van kinderen in het kader van de buitenschoolse opvang. Stints zijn ook ingezet voor pakjesvervoer in autoluwe stadscentra en milieuzones. Door hun afmetingen kunnen Stints op plaatsen komen die voor bestelbussen moeilijk bereikbaar zijn.

### Vaartuigen

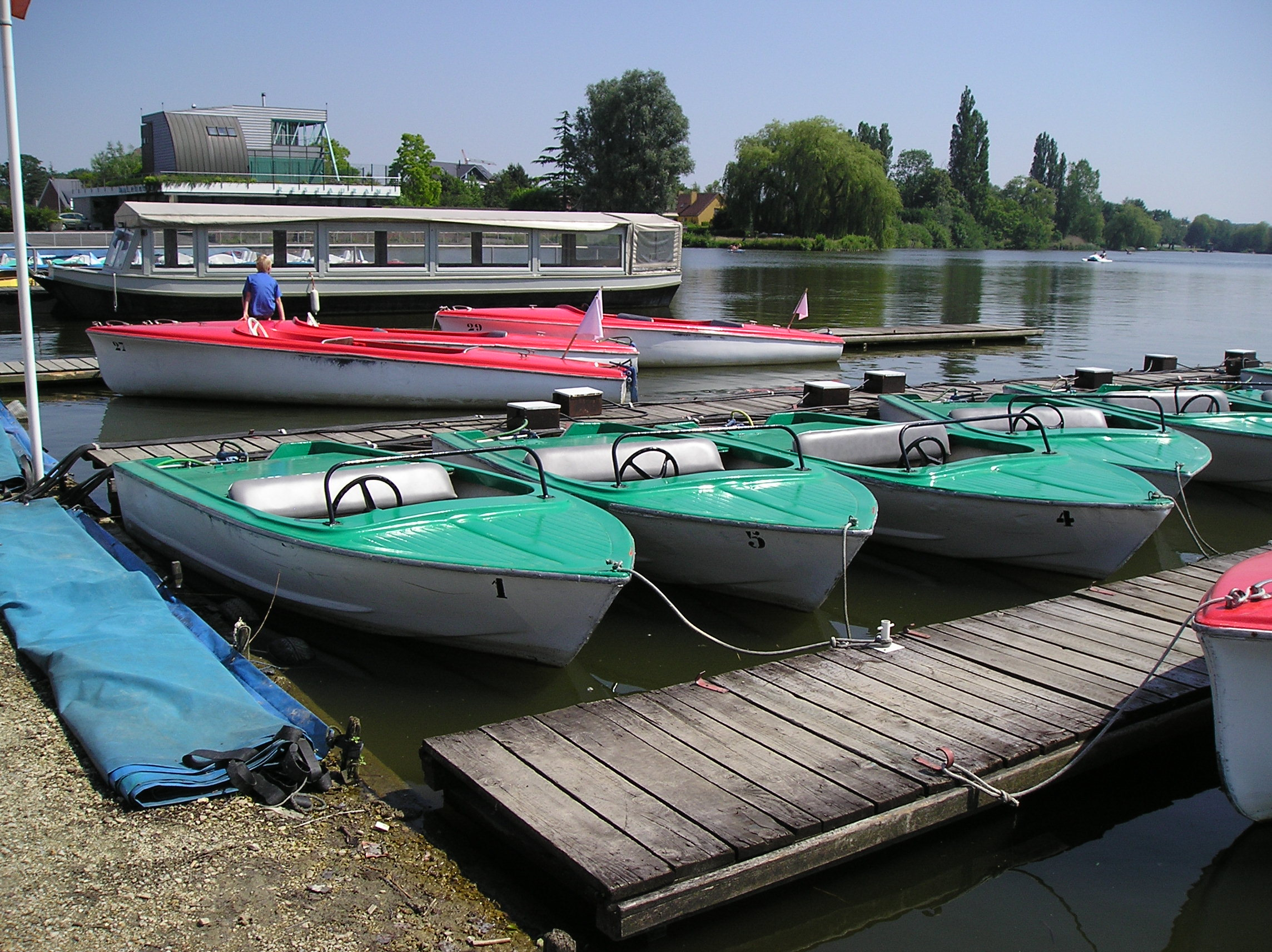
Voorbeelden fluisterboten

Een elektrische oppervlakteboot, ook weleens fluisterboot genoemd, kan door verschillende soorten elektromotoren worden voortbewogen. Gewoonlijk wordt gebruikgemaakt van een borstelloze elektromotor. Als batterij kunnen meerdere loodaccu's gebruikt worden. Die hebben een relatief grote capaciteit om te kunnen functioneren in een boot. Zonneboten varen op zonne-energie, die een elektromotor aanstuurt. Het TU Delft Solar Boat Team bouwt wedstrijdzonneboten.
Fluisterboten worden vaak gebruikt voor korte afstanden, en voor kleine, stille boten in natuur- en stiltegebieden. Schepen die een historisch belang hebben, worden zoveel mogelijk gespaard op het gebruik van de motor. Daarom wordt vaak een elektromotor geïnstalleerd. Andere elektrisch aangedreven vaartuigen zijn vissersboten en in mindere mate zeilschepen, kajaks en kano's.
In Nederland zijn er ten minste 4 elektrisch aangedreven veerponten in bedrijf. Een voorbeeld is het voet- en fietsveer 't Leeuweveerke dat vaart tussen tussen Lage Zwaluwe en het Nationaal Park De Biesbosch en tevens is voorzien van zonnepanelen.
Ook onderwaterscooters en onbemande onderwatervoertuigen (remotely operated vehicles of ROV's) worden meest voortgestuwd door een elektromotor en zijn daarmee elektrische voertuigen. Ook onderzeeërs gebruiken elektromotoren voor de voortstuwing. Waar conventionele onderzeeërs aan de oppervlakte nog gebruik maken van verbrandingsmotoren als energiebron om de batterijen op te laden, zijn kernonderzeeërs volledig onafhankelijk en kunnen maanden onderwater blijven. Met elektrolyse kunnen deze onderzeeërs zuurstof uit het water halen.

### Vliegtuig

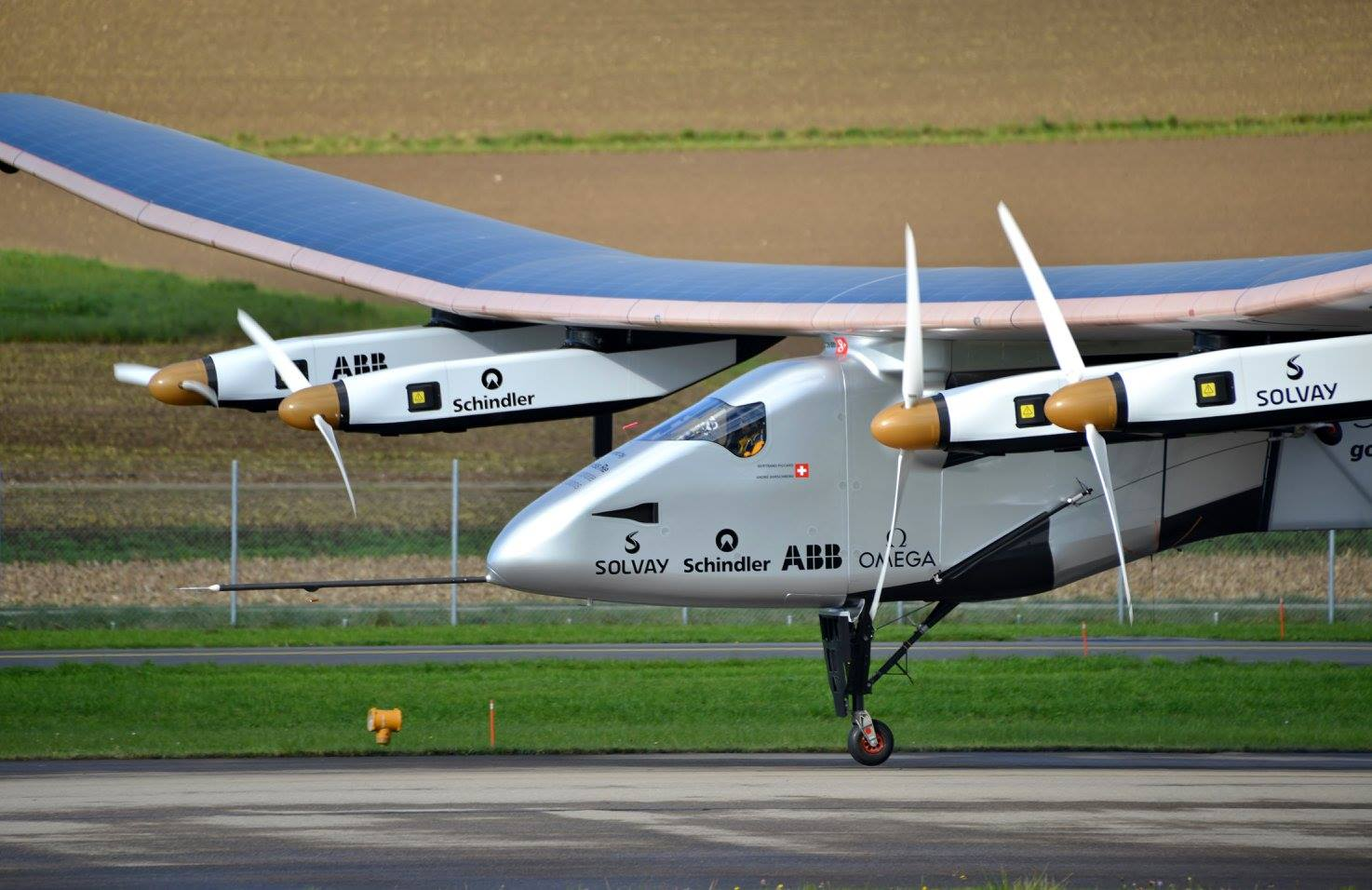
Solar Impulse 2

Vliegtuigen verbruiken veel energie. Daarom is van belang over te gaan op elektriciteit, maar elektrisch vliegen gaat gepaard met technische uitdagingen.  Er is onderzoek gaande naar manieren om vliegtuigen elektrisch aan te drijven.
Een van de mogelijkheden is een zonnevliegtuig, dat op zonne-energie vliegt. Het bekendste project is de Solar Impulse. In juni 2012 maakte dit vliegtuig zijn eerste intercontinentale vlucht.
Het wereldrecord snelste elektrische vliegtuig stond in 2009 op naam van de SkySpark met een snelheid van 250 km/h.

### Ruimtevoertuig
Ook de Mars Exploration Rovers zijn volledig elektrische wagens. Ze zijn voorzien van zonnepanelen die, wanneer ze vol in de zon staan, iets meer vermogen leveren dan nodig is om te rijden. Met dat extra vermogen worden batterijen opgeladen die aangesproken worden als de wagens in het donker rijden. Bij langere perioden van onvoldoende zonneschijn worden de rovers tijdelijk uitgeschakeld. De maanwagens zijn eveneens volledig elektrisch, maar hebben in tegenstelling tot de Marsrovers alleen twee zware tractiebatterijen en geen zonnepanelen of andere energiebron. Ze werden dan ook maar gedurende een korte tijd gebruikt.

## Voor- en nadelen

### Milieu
Het bekendste voordeel van elektrische voertuigen is ongetwijfeld de ontlasting van het milieu. De milieu-impact van productie en recycling van elektrische voertuigen, inclusief batterijen, zijn slechts een fractie van de totale milieu-impact van een verbrandingsmotor. Het risico ligt in de herkomst van de elektriciteit. Als de elektriciteit geproduceerd wordt door vervuilende kolencentrales, zal een elektrisch voertuig meer uitstoten dan een verbrandingsmotor. Wordt de batterij opgeladen met duurzame energie, is er geen uitstoot. In België stoot een elektrisch voertuig ongeveer 30 gram CO2 per kilometer uit, productie, recyclage en onderhoud inclusief. Voor een gemiddelde dieselmotor is dat 180 gram kooldioxide per kilometer en een benzinemotor haalt zelfs 220 gram CO2 per kilometer.
Elektrische voertuigen hebben dus aantoonbaar minder uitstoot van broeikasgassen. Het gaat hier om koolstofdioxide (CO2), stikstofoxiden (NOx) en fijnstof.

### Actieradius
De beperktere actieradius is een van de nadelen van elektrische voertuigen. De actieradius is afhankelijk van het gebruikte voertuig. Vooral voor vliegtuigen vormt dat een groot probleem. Voor wagens is de accu voldoende om redelijke afstanden te bereiken zonder herladen. Het weer heeft ook een invloed op de actieradius, omdat de accu ook de energie voor verwarming en airconditioning levert.

### Prijs
Een veelbesproken nadeel is de prijs van elektrische voertuigen. Een elektrische fiets kostte een veelvoud ten opzichte van een door spierkracht aangedreven  fiets. Ook elektrische wagens kostten geruime tijd meer dan brandstofmodellen. Toch komen er steeds meer betaalbare modellen op de markt. Subsidies, afhankelijk per land, beperken de aankoopprijs.
Er zijn verschillende oorzaken waardoor elektrische wagens duurder zijn. Een voor de hand liggende oorzaak is dat de onderzoekskosten van compleet nieuwe aandrijflijnen terugverdiend moeten worden. De accu's zelf zijn ook duur, aangezien de vraag wereldwijd het aanbod overtreft. De kortingen op elektrische wagens zijn ook lager. De productiekosten zijn in 2015 nog hoog, waardoor veel fabrikanten de wagens verkopen met weinig marge.
Zelfs al is de aanschafprijs hoog, de extra investering ten opzichte van een brandstofauto wordt gewoonlijk terugverdiend. Het United States Department of Energy heeft berekend dat een gemiddeld elektrisch voertuig 70 kilometer kan rijden voor elektriciteit ter waarde van een dollar.

## Omvang markt elektrische voertuigen in Nederland
|                                                  | 31 december 2013 | 31 december 2020 |
| ------------------------------------------------ | ---------------- | ---------------- |
| Personenauto (FEV / volledig elektrisch)         | 4.161            | 182.481          |
| Personenauto (E-REV en PHEV / hybrides)          | 24.512           | 108.652          |
| Personenauto (FCEV / waterstofauto)              | -                | 390              |
| Bedrijfsauto (minder dan 3,5 ton)                | 669              | 6.247            |
| Bedrijfsauto (boven de 3,5 ton)                  | 39               | 186              |
| Elektrische bus                                  | 73               | 1.247            |
| Elektrische quadricycle en trike                 | 632              | 1.488            |
| Elektrische motorfiets                           | 125              | 947              |
| Elektrische snorfiets (t/m 45 kilometer per uur) | 3.130            | 12.047           |
| Elektrische snorfiets (t/m 25 kilometer per uur) | 19.772           | 44.835           |
| Speedpedelec (>25 kilometer per uur)             | -                | 23.816           |
| Elektrische brommobiel                           | 141              | 1.632            |
| Totaal                                           | 53.254           | 382.721          |